# Gisela Reetz

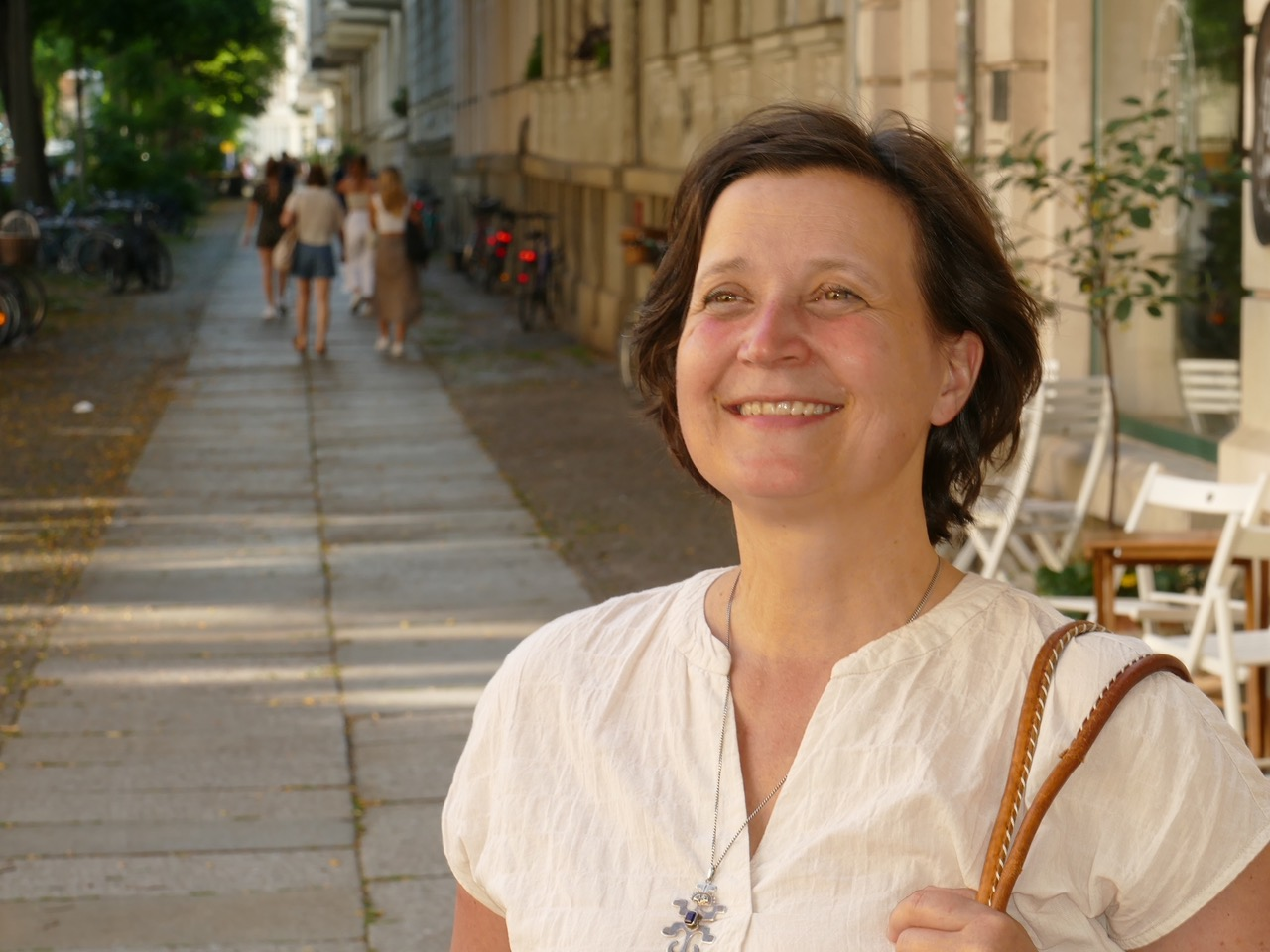
Gisela Reetz (2023)

Gisela Reetz (* 26. Dezember 1969 in Leonberg) ist eine deutsche politische Beamtin (Bündnis 90/Die Grünen). Von 2019 bis 2024 war sie Staatssekretärin im Sächsischen Staatsministerium für Energie, Klimaschutz, Umwelt und Landwirtschaft.
In Trier und Heidelberg studierte Reetz Rechtswissenschaften, bevor sie 1996 in Sachsen die zweite juristische Staatsprüfung erfolgreich abschloss. Sie war daraufhin im Sächsischen Umweltministerium tätig und begleitete als persönliche Referentin die Fusion mit dem Landwirtschaftsministerium im Kabinett Biedenkopf II. 2003 übernahm Reetz berufliche Aufgaben im Sächsischen Staatsministerium des Innern. In der Leipziger Dienststelle der Landesdirektion Sachsen war sie als Referatsleiterin ab 2004 für Baurecht und ab 2012 zusätzlich für Denkmalschutz zuständig.
Reetz wurde am 20. Dezember 2019 von Ministerpräsident Michael Kretschmer zur Staatssekretärin im Sächsischen Staatsministerium für Energie, Klimaschutz, Umwelt und Landwirtschaft ernannt. Im Zuge der Bildung des Kabinetts Kretschmer III schied sie am 19. Dezember 2024 aus dem Amt aus.